# Bahnhof Genova Sestri Ponente Aeroporto
Der Bahnhof Genova Sestri Ponente Aeroporto liegt an der Bahnstrecke Genua–Ventimiglia.
Bis zum 9. Juli 2012 hieß er Genova Sestri Ponente. Mit der Umbenennung wurde die Buslinie I24 zum Flughafen Genua in Betrieb genommen. Der Fußweg zum Flughafen beträgt etwa zwei Kilometer.
Der Bahnhof wird nur von Regionalzügen bedient.